# A tai chi harcosa
A tai chi harcosa (eredeti cím: Man of Tai Chi) 2013-ban bemutatott kínai-amerikai harcművészeti film, melyet Keanu Reeves rendezett (rendezői debütálása). A főszerepben Keanu Reeves, Tiger Chen, Iko Uwais, Karen Mok és Simon Yam látható. A film több nyelvű, amelyben mandarin, angol és kantoni nyelven folytatnak párbeszédet.
A filmet Kínában, 2013. július 5-én, az Amerikai Egyesült Államokban pedig 2013. november 1-én mutatták be. Magyarországon DVD-n jelent meg szinkronizálva. Annak ellenére, hogy a kritikusok dicsérték Reeves rendezését és a harci jeleneteket, a film bevételi szempontból megbukott.

## Cselekmény
Tiger Chen a tajcsicsuan mester, Yang Yang egyetlen tanítványa. Az edzés során Tigris kivételes képességeket mutat a harci technikák terén, de mestere félti tanítványa jellemét, mivel nehezen tudja megtanítani Tigrisnek a tajcsicsuan filozófiai oldalát. Tigris szeretné bizonyítani a tajcsicsuan stílus, mint harcművészet hatékonyságát. Ezért vesz részt egy helyi versenyen.
Eközben a hongkongi rendőrség nyomozást folytat a rejtélyes Donaka Mark biztonsági cégénél, akit illegális, föld alatti bunyók szervezésével gyanúsítanak. Sun-Jing nyomozó tiszt Donaka egyik harcosát teszi meg titkos informátorának, de Donaka leleplezi és megöli. Bár az ügyet bizonyítékok hiányában lezárják, Sun-Jing titokban folytatja a nyomozást.
Harcos híján Donaka meghívja Tigert egy állítólagos állásinterjúra, miután megnézte őt a helyi versenyen. Tiger biciklis futárként keresi a kenyerét, és elfogadja a meghívást a hongkongi interjúra. A helyszínen azonban figyelmeztetés nélkül megtámadja egy idegen, de Tiger le tudja győzni. A próba után Tigrist Donaka fogadja, és felajánlja neki, hogy csatlakozzon föld alatti gyűrűjéhez. Tiger visszautasítja, bár rengeteg pénzt kínálnak neki. Miután azonban Donaka gondoskodik arról, hogy jogi akadályokat gördítsenek mestere templomának fenntartása elé, Tigris végül beleegyezik, hogy pénzt keressen a templom fenntartásához.
Tigris nagyon sikeresen harcol, és nagy összegeket nyer. A technikája is javul. Hamarosan képes finanszírozni a szükséges munkálatokat a templomban, otthagyja a futármunkát, és sikeresen feljut a helyi bajnokság csúcsára. Minden egyes győzelemmel azonban Tiger egyre vakmerőbb és rosszkedvűbb lesz. A mestere észreveszi a változást. Amikor azonban figyelmezteti Tigrist, hogy ez milyen következményekkel járhat, ő nem vesz tudomást róla.
Yang mester kénytelen a televízióban végignézni, ahogy Tiger súlyosan megsebesíti egyik ellenfelét a helyi versenyen, és ezt követően kizárják. Az ezt követő közös edzés aztán komoly párbajba torkollik, mivel Yang mester a tajcsicsuan erejével, előrehaladott kora ellenére is képes megállni a helyét Tigris ellen. Tigris hátat fordít mesterének.
A feldühödött Tigris további harcot követel Donakától. Miután dühének erejével legyőzi ellenfelét, a gyilkolás szélén áll. Amikor Tigris végül visszautasítja ezt, az álarcos Donaka veszi át a gyilkosság elkövetését. Ennek eredményeképpen Tiger hátat akar fordítani az underground ringnek. Donaka szembesíti őt azzal, hogy titokban lefilmeztette Tiger életének eseményeit. Igazi szándéka, hogy megváltoztassa Tigrist, és élő közönség előtt gyilkossá váljon.
Amikor Tigrist egy föld alatti, életre-halálra szóló küzdelembe küldik, egy rendőrségi akció szakítja félbe az összecsapást. Donaka el tud menekülni, mielőtt letartóztatnák.
Tigris visszatér a templomba, ahol Donaka várja őt. Halálig tartó harcba fognak. Eleinte úgy tűnik, Tigris alulmarad, végül felülkerekedik, amikor eszébe jutnak a kiképzéséből fakadó belső erősségei. Donaka késsel támad ellenfelére, és Tigris gyomrába döfi. Tigris mégis képes legyőzni Donakát a belső erejével. Miközben Donaka haldoklik, elégedetten jelenti ki, hogy Tigrisben valóban gyilkos lakozik.
Később Tigris és mestere kibékülnek. A templomot egyszerre védik és nyitják meg a turisták előtt egy történelmi falu részeként. Tigris úgy dönt, hogy saját iskolát nyit, hogy ezzel tisztelje és továbbadja mestere tanításait.

## Szereplők
| Szerep             | Színész       | Magyar hang     |
| ------------------ | ------------- | --------------- |
| Donaka Mark        | Keanu Reeves  | László Zsolt    |
| Tiger' Chen Lin Hu | Tiger Chen    | Láng Balázs     |
| Sun Jing Shi       | Karen Mok     | Törtei Tünde    |
| Yang mester        | Jü Haj        | Kajtár Róbert   |
| Qing Sha           | Ye Qing       | Molnár Ilona    |
| Wong felügyelő     | Simon Yam     | Maday Gábor     |
| Gilang Sanjaya     | Iko Uwais     | Oroszi Tamás    |
| Gong               | Brian Siswojo | Kisfalusi Lehel |

## Megjelenés
A film R besorolást kapott az MPAA-tól, bár Reeves szerint PG-13 minősítést érdemelt volna.
A film bemutatója 2013-ban volt a Pekingi Filmfesztiválon és a Cannes-i Filmfesztiválon. A tervek szerint a 2013-as Torontói Nemzetközi Filmfesztiválon is bemutatták. Igény szerint 2013. szeptember 27-én vált megvásárolhatóvá az iTunes Store (VOD) Video on Demand platformon keresztül, és a mozimegjelenését az Egyesült Államokban 2013. november 1-jén adták ki.

### Forgatás
Az előkészítő munka 2008-ban kezdődött, évekig tartó szkript-finomításokkal. Amikor a projekt végül a gyártási szakaszba lépett, a forgatás Kínában és Hongkongban kezdetét vette.

## Fordítás
- Ez a szócikk részben vagy egészben  a   Man of Tai Chi című angol Wikipédia-szócikk fordításán alapul.  Az eredeti cikk szerkesztőit annak laptörténete sorolja fel. Ez a jelzés csupán a megfogalmazás eredetét és a szerzői jogokat jelzi, nem szolgál a cikkben szereplő információk forrásmegjelöléseként.